# Radka Denemarková

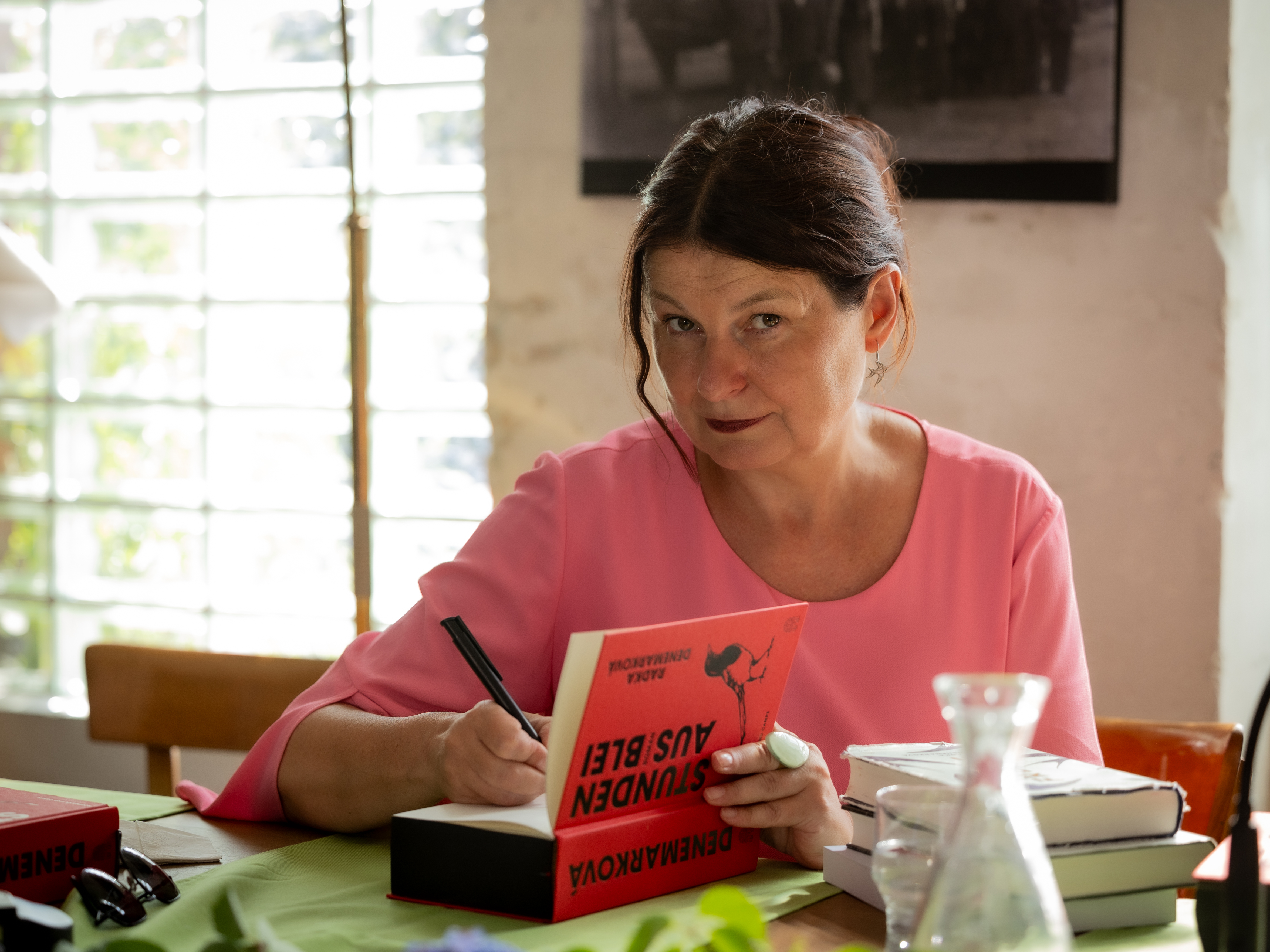
Radka Denemarková beim Hausacher Leselenz 2023

Radka Denemarková (geboren 14. März 1968 in Kutná Hora) ist eine tschechische Schriftstellerin, Übersetzerin und Journalistin.

## Leben
Radka Denemarková studierte Germanistik und Bohemistik an der Karls-Universität in Prag und promovierte im Jahre 1997. Sie arbeitete am Institut für Tschechische Literatur der Akademie der Wissenschaften der Tschechischen Republik. In dieser Zeit war sie Beraterin des Divadlo Na zábradlí. Sie ist Beraterin für die deutsche Sprache bei Fernsehreportagen und veröffentlicht Kritiken und Besprechungen zu Literaturthemen in den Zeitschriften „Tvar“ und „Česká literatura“.
Denemarková setzt sich in ihrem Werk mit dunklen und verdrängten Seiten der europäischen Geschichte auseinander, wie etwa mit der Vertreibung der Deutschen nach dem Zweiten Weltkrieg, mit Antisemitismus oder patriarchalen Strukturen und der damit verbundenen Gewalt gegen Frauen.
Ihr Kontakt zu chinesischen Dissidenten wurde im Januar 2017 mit einem lebenslangen Aufenthaltsverbot beantwortet. 2019 erschien ihr kritischer China-Roman Stunden aus Blei, der ihr hymnische Kritiken und Preise eintrug. Der Roman erschien 2022 in deutscher Übersetzung von Eva Profousová. In einer Passage heißt es, es gäbe kein Leben außerhalb der Geschichte. Zugleich stellt das Werk eine schonungslose Kritik des europäischen Kapitalismus dar.

## Auszeichnungen
Für ihr Buch Peníze Od Hitlera erhielt sie 2007 den tschechischen Magnesia-Litera-Preis in der Sparte Prosa. Im Jahre 2009 wurde sie abermals mit diesem Preis für ihre Biografie Smrt, nebudeš se báti aneb Příběh Petra Lébla des Theaterdirektors Petr Lébl ausgezeichnet. Für dasselbe Buch stand sie 2009 auf der Vorschlagsliste für den Josef-Škvorecký-Preis.
- 2007: Magnesia-Litera in der Sparte Prosa für den Roman Peníze od Hitlera (Ein herrlicher Flecken Erde)[5]
- 2009: Magnesia-Litera in der Sparte Sachbuch für den dokumentarischen Roman Smrt, nebudeš se báti aneb Příběh Petra Lébla[6]
- 2011: Magnesia Litera für ihre Übersetzung von Atemschaukel von Herta Müller[7]
- 2011: Usedomer Literaturpreis, gemeinsam mit ihrer Übersetzerin Eva Profousová[8]
- 2012: Georg Dehio-Buchpreis (Ehrenpreis) des Deutschen Kulturforums östliches Europa für ihr Buch Ein herrlicher Flecken Erde (gemeinsam mit der Übersetzerin Eva Profousová)[9]
- 2016: WALD Press AWARD – „Preis für ein literarisches Werk, in dem er andere Möglichkeiten der Romanform auslotet und gleichzeitig kühn Tabuthemen zu den Schwächeren und Verletzlicheren eröffnet.“[10]
- 2017: Stadtschreiber von Graz 2017/2018[11]
- 2019: H.C. Artmann-Stipendium für den Roman Ein Beitrag zur Geschichte der Freude[12]
- 2019: Spycher: Literaturpreis Leuk für den Roman Ein Beitrag zur Geschichte der Freude[13]
- 2019: Magnesia Litera – Buch des Jahres für den Roman Stunden aus Blei[14]
- 2022: Literaturpreis des Landes Steiermark für den Roman Stunden aus Blei[15]
- 2022: Brücke Berlin Literatur- und Übersetzerspreis für den Roman Stunden aus Blei[16]
- 2023: Aufnahme in die Deutsche Akademie für Sprache und Dichtung[17]
- 2024: Europäischer Toleranzpreis der Stadt Villach[18]

## Werke
- Evald Schorm: Sám sobě nepřitelem. Nadace Divadla Na zábradlí, Praha 1998, ISBN 80-238-3679-X.
- Zlatá šedesátá: česká literatura a společnost v letech tání, kolotání a zklamání: 16.-18.6.1999 [v Praze]: materiály z konference. Ústav pro českou literaturu AV ČR, Praha 2000, ISBN 80-85778-27-0 (deutsch: Goldene Sechziger, tschechische Literatur und Gesellschaft in den Jahren des Tauwetters, Verwirrung und Enttäuschung, Materialien der Konferenz 1999 in Prag).
- A já pořád kdo to tluče, temná komedie, Roman. Petrov, Brno 2005, ISBN 80-7227-219-5.
- Peníze od Hitlera. Letní mozaika (Geld von Hitler), Roman, Host, Brno 2006, ISBN 80-7294-185-2.
  - Ein herrlicher Flecken Erde (übersetzt aus dem Tschechischen von Eva Profousová). DVA, München 2009, ISBN 978-3-421-04404-4[19].
- Smrt, nebudeš se báti aneb Příběh Petra Lébla, Roman, Host, Brno 2008, ISBN 978-80-7294-288-6.
- Spací vady, Drama, UA: Divadlo Na zábradlí, Praha 2010; Akropolis 2012, ISBN 978-80-7470-006-4.
- Kobold. Přebytky něhy. Přebytky lidí, Doppelroman, Host, Brno 2011, ISBN 978-80-7294-506-1.
- Příspěvek k dějinám radosti. Brünn : Host, 2014
  - Ein Beitrag zur Geschichte der Freude : Roman. Übersetzung Eva Profousová. Hoffmann und Campe, Hamburg 2019, ISBN 978-3-455-00511-0
- MY 2. Literární předloha k stejnojmennému celovečernímu filmu. Nakladatelství Mladá fronta 2014, ISBN 978-80-204-3498-2
- Hodiny z olova. Brünn: Host 2018, ISBN 978-80-7577-474-3
  - Stunden aus Blei, Roman, Übersetzung Eva Profousová. Hoffmann und Campe, Hamburg 2022, ISBN 978-3-455-01044-2
- Das Geld von Hitler, Roman, Übersetzung Eva Profousová, Edition Tandem, Salzburg 2024, ISBN 978-3-904068-95-6

## Übersetzungen
- Herta Müller: Cestovní pas, novela (deutsch: Der Mensch ist ein großer Fasan auf der Welt). Mladá Fronta, Praha 2010, ISBN 978-80-204-2192-0.
- Herta Müller: Rozhoupaný dech (deutsch: Atemschaukel). Mladá Fronta, Praha 2010, ISBN 978-80-204-2193-7.